# Laura Papo Bohoreta

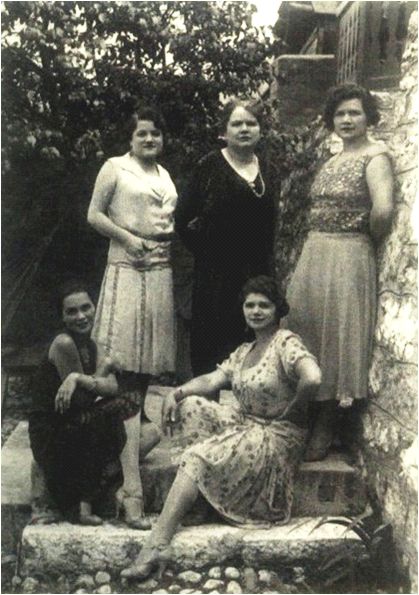
Le sorelle Levi

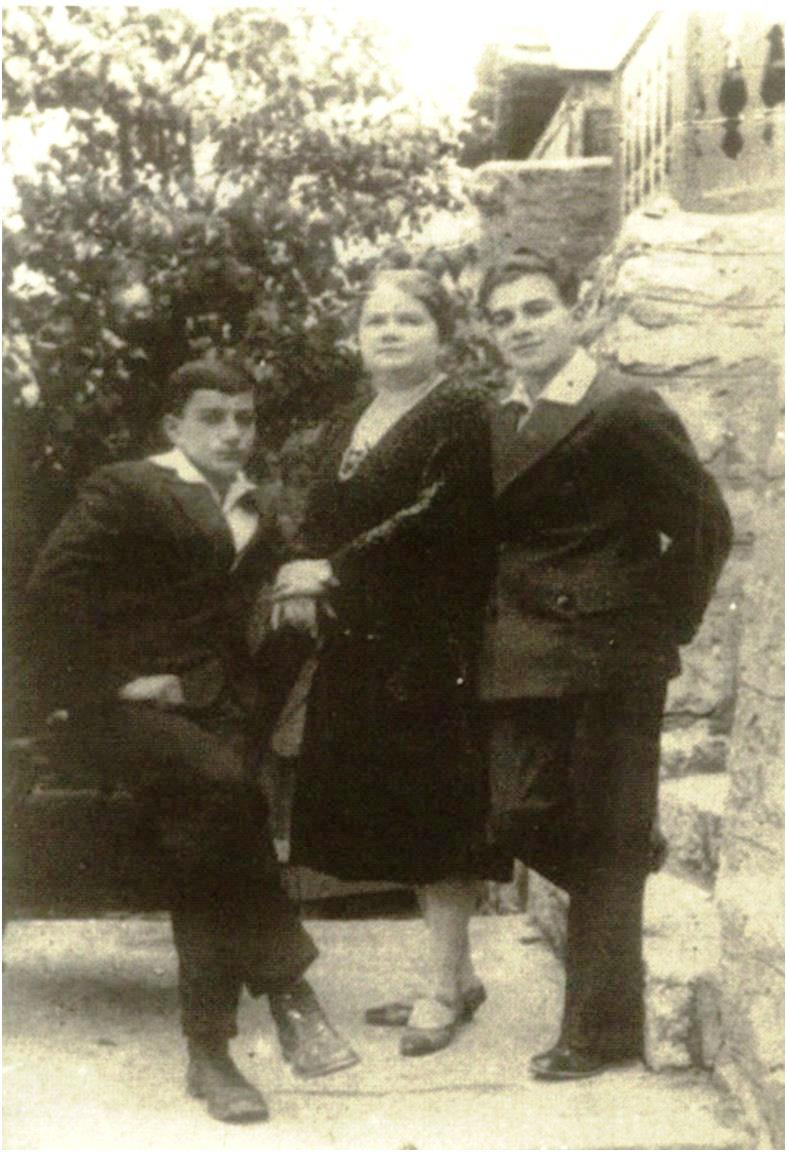
Laura Papo con i suoi figli

Laura Papo "Bohoreta", nata Luna Levi (Sarajevo, 15 marzo 1891 – Sarajevo, 12 giugno 1942) è stata una scrittrice e traduttrice bosniaca di fede ebraica, che dedicò le sue ricerche alla condizione delle donne ebree sefardite in Bosnia ed Erzegovina. È considerata come la prima femminista ebraica sefardita dei Balcani.

## Biografia

### Famiglia e primi anni
Laura Papo Bohoreta nacque a Sarajevo, durante l'amministrazione austro-ungarica, il 15 marzo 1891, nella povera famiglia ebrea di Juda ed Esther Levi, prima dei loro sette figli. Juda Levi era un commerciante, ma non avendo successo a Sarajevo, si trasferì a Istanbul nel 1900 con la sua famiglia. In Turchia, cambiarono il nome di Luna in uno più moderno e internazionale: Laura. Per otto anni a Istanbul, Laura Levi frequentà la scuola internazionale dell'Alliance Israélite Française. Dopo otto anni, la famiglia Levi tornò a Sarajevo, povera come prima, solo con più figli. Per aiutare la sua famiglia, Laura diede lezioni di francese, latino, tedesco e pianoforte. Con l'aiuto di Laura, le sorelle Nina, Klara e Blanka (la madre della famosa scrittrice Gordana Kuić) aprirono un salone "Chapeau Chic Parisien" a Sarajevo. Immediatamente al ritorno a Sarajevo, all'età di 17 anni, Laura si rese conto che il fuoco della tradizione e del folklore sefarditi aveva iniziato a estinguersi, e iniziò a collezionare romanzi, poesie, storie e proverbi sefarditi. Oltre a ciò, tradusse e adattò le opere di autori francesi: I figli del capitano Grant di Jules Verne e  "La joie fait peur - Alegria espanta" di Emile de Girardin.

### "Die Spanolische" (1916)
La molla per il suo impegno sociale le venne dalla lettura dell'articolo "Le donne slave in politica" ("Die Südslawische Frau in der Politik"), pubblicato nel 1916 nel Bosnische Post, giornale bosniaco-erzegovese stampato in lingua tedesca, in cui Jelica Belović -Bernadzikowska aveva dedicato un capitolo alle donne sefardite in Bosnia ed Erzegovina. In tale articolo, la donna sefardita era stata descritta come una suora, una donna tradizionale e leale che conserva fedelmente i valori patriarcali. Ciò fece arrabbiare Laura Levi, che pubblicò l'articolo di risposta "Die Spanolische" una settimana dopo nello stesso giornale, con l'intenzione di una presentazione più realistica della donna sefardita, il suo ruolo nella famiglia, le sue virtù e i suoi difetti.

### Questioni matrimoniali e familiari
Nello stesso anno, Laura sposò Daniel Papo. Nel 1918 nacque il loro primo figlio, Leon, e un anno dopo Bar-Kohbu, Kokija. Sfortunatamente, il matrimonio di Laura e Daniel non durò a lungo poiché Daniel soffriva di gravi disturbi mentali (molto probabilmente da PTSD poiché aveva partecipato come soldato alla prima guerra mondiale) e venne internato in un istituto psichiatrico. Laura, a 28 anni, rimase completamente sola con due bambini piccoli, passando gli anni successivi a guadagnarsi da vivere e prendersi cura dei suoi figli. Nel mezzo della Grande Crisi, Laura pensò anche alla sua famiglia, aiutando le sue sorelle e i genitori.
Dopo l'internamento del marito in un istituto psichiatrico, Laura non perse la fiducia nella vita. Ha lavorato, scritto, raccolto materiale folcloristico, sostenuto le donne e le ha motivate ad essere mogli, avere figli, rispettare i costumi delle loro madri e nonne, ma allo stesso tempo essere consapevoli dell'età in cui vivono e adattarsi ad essa. Laura non era una femminista in termini di pari diritti tra uomini e donne, ma in termini di risveglio della consapevolezza di una donna rispetto al potere che possiede e che deve sopportare e perseverare nel raggiungimento di tutti i suoi obiettivi, interessarsi all'arte, alla lettura, scrivendo e sviluppando la sua personalità. Laura credeva che lo sviluppo delle donne non dovesse dipendere dall'ambiente, ma da se stesse, dal proprio desiderio di progredire.
Nel 1919, Laura Papo scrisse uno schizzo intitolato "Preparativi per la Pasqua" e lo presentò con le sue sorelle la sera della comunità ebraica di Wesko. Dopo il successo dell'esibizione, i rappresentanti dell'Associazione La Benevolencija della comunità ebraica di Sarajevo fecero appello a Papo per scrivere una scenetta per una serata organizzata dall'associazione. Iniziò così la sua carriera teatrale nella comunità ebraica di Sarajevo.

### "Madras" (1924)
Laura tornò all'impegno sociale nel 1924 in risposta alla storia nostalgica di Avram Romano Buki "Le due vicine nel cortile" ("Dos vizinas in el cortijo"), pubblicata sulla rivista Jevrejski život (Jewish Life). Avram Romano Buki aveva inventato la storia di una conversazione tra due vicine, Lea e Bohoreta. I vicini parlano casualmente di eventi quotidiani, conoscenti e amici. Laura era particolarmente arrabbiata per il fatto che una delle vicine, Lea, affermasse che le scuole stavano rovinando le giovani donne, che vogliono educare se stesse e non vogliono più stirare, cucinare, lavare i vestiti, cucire, né titillare i propri mariti.
Nel numero successivo della stessa rivista, Laura pubblicò l'articolo "Madri" ("Madras") e lo firmò con lo pseudonimo di Bohoreta. In questo articolo, Laura Papo criticava fortemente e il suo conservatorismo. Papo scriveva inoltre per la prima volta in lingua giudeo-spagnola (ladino), la lingua dei sefarditi dei Balcani. Secondo Eliezer Papo, Laura Papo scelse lo pseudonimo di Bohoreta per identificare i lettori con la persona descritta nella storia di Buki. Alle idee espresse nell'articolo "Madri", Laura Papo è rimasta fedele per tutta la vita e in tutto il loro lavoro letterario e drammatico: che le donne devono essere educate e non occuparsi solo delle faccende domestiche, perché devono adattarsi alla situazione attuale e futura in che una donna dovrà lavorare per sopravvivere. Laura sapeva benissimo di cosa stava parlando perché era stata in grado di crescere i suoi figli da sola grazie alla sua educazione.
Più tardi, ha pubblicato sullo stesso giornale il romanzo Morena ("Bruna").

### "La mužer sefardi de Bosna" (1931) e altri drammi degli anni '30
Nel 1931, su incoraggiamento di Vite Kajon, un grande scrittore intellettuale jugoslavo di Sarajevo, Laura Papo scrive la monografia "La donna sefardita in Bosnia" (La mužer sefardi de Bosna), basata sull'articolo del 1916 di Bernadzikowska-Belovic, successivamente tradotto in bosniaco da Muhamed Nezirovic ("Sefardska žena u Bosni"). Nel suo libro, Laura descrive in dettaglio le usanze, il modo di vestire, cucinare, le virtù e i difetti della donna sefardita, sottolineando i valori tradizionali che non dovrebbero essere dimenticati, ma allo stesso tempo incoraggiando le donne ad adattarsi alla situazione attuale ed accettare le richieste poste loro dai tempi moderni.
Durante gli anni '30, Laura scrisse sette drammi: gli atti unici "Avia de ser", "La pasjensija vale mučo", "Tjempos pasados", il dramma in tre atti "Ožos mios"  e tre drammi dai contenuti sociali in tre atti "Esterka, Shuegra ni de baro buena" e "Hermandat Madrasta el nombre le abasta".
Laura Papo scrisse in Ladino in un momento in cui vi era una significativa riduzione nell'uso di tale linguaggio. Rinnovò e adattò le espressioni allo spirito del tempo e riuscì nei suoi scritti a instillare la connessione tra i giovani della comunità e la lingua in cui parlavano i loro antenati. Papo collaborò con il gruppo teatrale giovanile della comunità ebraica di Sarajevo Matathias, che mise in scena le sue opere teatrali. In tal modo, sosteneva, lottava contro l''"assimilazione linguistica". I suoi scritti sono stati scritti in tre ortografie diverse. In generale, le sue pubblicazioni, articoli e opere teatrali per il pubblico locale erano in serbo-croato con elementi castigliani, il che contribuì alla loro diffusione. Nei suoi scritti personali non per il grande pubblico, scrive in modo misto in castigliano e serbo-croato, e nei suoi scritti formali che non sono per il pubblico locale, enfatizza il castigliano.
La sua intenzione era quella di insegnare alle donne, attraverso situazioni familiari e frequenti in ogni famiglia, come vivere, come superare i problemi attuali e soddisfare le esigenze sia della famiglia che della società. Ogni donna può essere madre e lavorare fuori casa, senza il fastidio della coscienza, nel rispetto della tradizione sefardita. Va tenuto presente il fatto che Laura viveva nei Balcani, prima della prima guerra mondiale e tra le due guerre, durante la Grande crisi economica e durante la persecuzione fascista degli ebrei.

### Seconda guerra mondiale e morte
All'inizio della Seconda Guerra Mondiale e dell'Olocausto, nel 1941, entrambi i suoi figli furono internati dagli Ustasha nel campo di concentramento di Jasenovac. Distrutta dal dolore e dalla preoccupazione, Laura si ammalò e morì nel 1942 all'ospedale delle suore Sorelle della Carità di Sarajevo, senza sapere che i suoi figli erano stati uccisi dagli Ustasha sulla strada per Jasenovac.